# Henriëtte Weersing
Henriëtte Weersing (ur. 11 października 1965 w Winschoten) – holenderska siatkarka, siatkarka grająca na pozycji atakującej. Mistrzyni Europy 1995. Wicemistrzyni Europy 1991. Uczestniczka Igrzysk Olimpijskich 1992 w Barcelonie oraz 1996 w Atlancie. Karierę sportową zakończyła w 2004 r. Od 2012 r. jest manager reprezentacji Holandii.

## Sukcesy

### reprezentacyjne
Mistrzostwa Europy:
- 1995
- 1991

### klubowe
Mistrzostwa Holandii:
- 1986, 1987, 1988, 1989, 1990, 1991

Puchar Holandii:
- 1986, 1987, 1988, 1989, 1990

Liga Mistrzyń:
- 1992

Mistrzostwo Włoch:
- 1998

Puchar Włoch:
- 1998

Puchar CEV:
- 1999

## Nagrody indywidualne
- Liga Mistrzyń:
  - najlepsza atakująca Ligi Mistrzyń 1990
  - MVP Ligi Mistrzyń 1991
- Mistrzostwa Europy:
  - MVP najlepsza atakująca Mistrzostw Europy 1991